# Beijing Royal Fighters
Maillots
Les Beijing Royal Fighters (en chinois : 北京紫禁勇士) sont une équipe professionnelle chinoise de basket-ball qui est basée à Pékin et joue dans la division Nord de la Chinese Basketball Association (CBA).

## Histoire
La franchise a été fondée en 2009 à Guangzhou et a passé ses cinq premières saisons d’existence dans les niveaux inférieurs de la ligue de basket-ball chinoise. L’équipe a déménagé à Chongqing en 2012. Le club est entré dans la CBA en 2014-2015 comme une équipe d’expansion et a terminé au bas du classement de la ligue avec un record de 4 victoires pour 34 défaites.
En septembre 2015, le club a été relocalisé à nouveau et a d’abord été rebaptisé Beijing BG, mais pour éviter la confusion avec l’équipe de football de l’association de la ville, qui est également appelé Beijing BG, ainsi que pour éviter la confusion avec les Beijing Ducks lorsque seuls les noms géographiques des clubs sont utilisés. Un grand nombre de sites sportifs chinois va alors adopter l'appellation Beikong Dragons Fly.

## Entraîneurs
- 2010-2018 :  Dragan Raca
- 2019- :  Stephon Marbury

## Effectif
| Beijing Royal Fighters Effectif actuel | Beijing Royal Fighters Effectif actuel | Beijing Royal Fighters Effectif actuel | Beijing Royal Fighters Effectif actuel | Beijing Royal Fighters Effectif actuel |
| -------------------------------------- | -------------------------------------- | -------------------------------------- | -------------------------------------- | -------------------------------------- |
| Entraîneur : Stephon Marbury           |                                        |                                        |                                        |                                        |
| Poste                                  | Numéro                                 | Nationalité                            | Nom du joueur                          | Âge                                    |
| Meneur                                 | 1                                      |                                        | Wang Zirui                             | 26                                     |
| Meneur / Arrière                       | 3                                      |                                        | Zhang Fan                              | 23                                     |
| Meneur                                 | 4                                      |                                        | Meng Bolong                            | 23                                     |
| Pivot                                  | 6                                      | Drapeau des États-Unis                 | Jason Thompson                         | 33                                     |
| Ailier / Ailier fort                   | 7                                      |                                        | Sani Sakakini                          | 31                                     |
| Ailier                                 | 9                                      |                                        | Sun Yue                                | 33                                     |
| Ailier                                 | 11                                     |                                        | Yu Liang                               | 32                                     |
| Arrière / Ailier                       | 12                                     |                                        | Jing Haoyang                           | 23                                     |
| Ailier fort / Pivot                    | 13                                     |                                        | Zong Zan (C)                           | 30                                     |
| Ailier / Ailier fort                   | 14                                     |                                        | Wang Shaojie                           | 23                                     |
| Meneur                                 | 16                                     |                                        | Chang Yasong                           | 29                                     |
| Meneur / Arrière                       | 18                                     | Drapeau des États-Unis                 | Kyle Fogg                              | 29                                     |
| Arrière / Ailier                       | 19                                     |                                        | Xu Mengjun                             | 21                                     |
| Ailier                                 | 20                                     |                                        | Chen Zian                              | 22                                     |
| Arrière / Ailier                       | 23                                     |                                        | Wang Xiangbin                          | 25                                     |
| Ailier                                 | 27                                     |                                        | Gao Shang                              | 29                                     |
| Pivot                                  | 28                                     |                                        | Wang Zheng                             | 24                                     |
| Meneur                                 | 29                                     |                                        | Ban Duo                                | 24                                     |
| Ailier                                 | 33                                     |                                        | Chen Jinlong                           | 27                                     |
| Pivot                                  | 55                                     |                                        | Sun Tonglin                            | 26                                     |
|                                        |                                        |                                        |                                        |                                        |
| (C) - Capitaine, - Blessé              |                                        |                                        |                                        |                                        |

## Joueurs notables du club
- Josh Harrellson (2014-2015)
- Esteban Batista (2015-2017)
- Yang Chin-Min (2016-2019)
- Zaid Abbas (2017-2018)
- Stephon Marbury (2017-2018)
- Shavlik Randolph (2017-2018)
- Wael Arakji (2017-2018)